# Naila Janjgir
Naila Janjgir (o semplicemente Janjgir) è una suddivisione dell'India, classificata come municipality, di 32.495 abitanti, capoluogo del distretto di Janjgir-Champa, nello stato federato del Chhattisgarh. In base al numero di abitanti la città rientra nella classe III (da 20.000 a 49.999 persone).

## Geografia fisica
La città è situata a 22° 1' 0 N e 82° 34' 0 E e ha un'altitudine di 263 m s.l.m..

## Società

### Evoluzione demografica
Al censimento del 2001 la popolazione di Naila Janjgir assommava a 32.495 persone, delle quali 16.841 maschi e 15.654 femmine. I bambini di età inferiore o uguale ai sei anni assommavano a 4.501, dei quali 2.345 maschi e 2.156 femmine. Infine, coloro che erano in grado di saper almeno leggere e scrivere erano 22.847, dei quali 13.391 maschi e 9.456 femmine.